# Barra del Chuy
Ne doit pas être confondu avec Chuy (ville).
Barra del Chuy est une ville et une station balnéaire de l'Uruguay située dans le département de Rocha. Sa population est de 367 habitants.

## Population
| Année | Population |
| ----- | ---------- |
| 1963  | 83         |
| 1975  | 145        |
| 1985  | 275        |
| 1996  | 312        |
| 2004  | 367        |

,